# 豬八重隧道
豬八重隧道（日语：／）是日本九州地区宮崎縣日南市北鄉町的一座高速公路长隧道，位于東九州自動車道（E78）的清武南IC至日南北鄉IC区间中，全长4,858（3.02英里），2008年开工，2013年洞通，2023年3月25日通车。通车时为九州地区第三长的公路隧道，仅次于肥後隧道（6,340m）和加久藤隧道（6,264m）。